# 우에하라 고지
우에하라 고지(일본어: 上原 浩治, うえはら こうじ, 1975년 4월 3일~)는 일본의 전 프로 야구 선수이다. 2019년 5월 20일 은퇴를 표명했다.스포츠호치는 20일 "우에하라가 이달 들어 요미우리 구단에 은퇴 의사를 전했다. 구단은 만류했지만 '자신 대신 젊은 선수들에게 기회를 줬으면 한다'는 선수의 의사를 존중해 은퇴를 승낙했다. 구단은 시즌을 마친 뒤 은퇴를 제안했으나 선수는 2군에서 뛰는 것도 거절했다"고 전했다. 그렇게 우에하라는 시즌 도중에 은퇴를 선언했다.

## 인물

### 프로 입단 전
오사카부 네야가와시 출신으로 친할아버지가 감독으로 있는 소년 야구팀 ‘네야가와 아스나로즈’(寝屋川アスナローズ)에서 야구를 시작했다. 네야가와 시립 제10중학교에는 야구부가 없어서 계속 소년 야구팀(아스나로즈)에서 야구를 계속했고, 학교에서는 육상부 소속이었다. 도카이 대학부속 교세이고등학교 야구부에서 외야수 겸 다테야마 요시노리의 후보 투수였으며 고시엔 대회의 출전 경험도 없는 완전 무명선수였다.
1년 재수한 후, 오사카 체육대학에 진학했다. 대학 입학 후 투수에 전념하면서 두각을 나타내 한신 대학 리그에서 리그 우승 5회(1학년 춘계, 2학년 춘계·추계, 3학년 추계, 4학년 춘계) 달성에 기여했다. 4년간 36승 4패, 최우수 투수상 4회, 특별상 2회의 성적을 남겼다. 대학 3학년 때 오사카 경제법과대학과의 경기에서는 무려 1경기 21개 탈삼진을 기록하여 2010년까지 리그 기록으로 남아있고(2011년 기준), 통산 36승과 완봉 13승도 리그 기록이다. 그 해에는 일본 대표팀 선수로 발탁된 1997년 인터컨티넨탈컵 결승전에서는 당시 국제 대회 151연승중이었던 쿠바와 상대하면서 선발 투수로 등판해 승리투수가 되었고 인터컨티넨탈 최우수 투수상을 수상했다. 이후 드래프트에서 마쓰자카 다이스케와 동등한 평가를 받아 많은 구단에서 제의를 넣었고 최종적으로 메이저 리그의 LA 에인절스와 요미우리 자이언츠의 영입 쟁탈전이 되었으나 1998년 프로 야구 드래프트 회의에서는 요미우리 자이언츠에게 1순위(역지명)로 선택되었다.

### 요미우리 자이언츠 시절

#### 1999년
프로 1년차에 매주 일요일에 등판하는 로테이션이 짜여있어서 ‘선데이 우에하라’(サンデー上原)로 불렸다. 전반기에서 신인으로서는 37년 만에 12승을 올리는 등 5월 20일부터 9월 21일까지 15연승을 기록하면서 역대 4위의 동일 기록을 수립했다. 신인 투수 기록으로는 1966년의 호리우치 쓰네오가 기록한 13연승을 33년 만에 경신했다. 마침내 20승 4패라는 좋은 성적을 남겨 양대 리그를 통틀어 1990년의 사이토 마사키 이래 9년만이고 신인 투수로서는 기다 이사무 이래 19년 만에 20승 투수가 된다. 최다 승리, 최고 평균자책점, 최다 탈삼진, 최고 승률 등 투수 부문에 있어 주요 4개 부문을 휩쓸었고, 프로 야구 역사상 10번째이자 신인으로서는 3번째인 투수 부문 4관왕을 달성했고 신인왕과 함께 최고의 투수에게 주어지는 사와무라 에이지상도 동시 수상했다. 그리고 자신을 잡초에 비유한 ‘잡초혼’은 마쓰자카 다이스케의 ‘리벤지’와 더불어 1999년의 유행어 대상으로 선정되었다.

#### 2000년
7월 2일 히로시마 도요 카프전에서 오른쪽 허벅지 근육 파열로 등록이 말소되었고 9승 7패의 성적을 기록하여 마감한다. 포스트 시즌에서는 후쿠오카 다이에 호크스와의 일본 시리즈에서 3차전에 선발 등판해서 팀의 1승과 본인의 일본 시리즈 첫 승리를 거두었고 그 후 요미우리의 4연승으로 팀의 일본 시리즈 우승에 기여했다.

#### 2001년
4월 12일 요코하마 베이스타스전에서 왼쪽 허벅지의 근육 파열을 일으켜 잠시 전력에서 이탈되었다가 후반기에 들어서는 오른쪽 무릎의 문제가 생기는 등 최악의 시즌을 보냈다. 2년 만에 두 자릿수 승리를 기록하였지만 평균자책점은 4.02를 기록하면서 개인 최저 성적을 남겼다.

#### 2002년
200이닝 등판을 달성했고 시즌 17승 5패의 좋은 성적으로 최다승과 사와무라상, 베스트 나인에도 선정되었다. 세이부 라이온스와의 일본 시리즈 1차전에서 선발 등판하여 12탈삼진 1실점 완봉승의 쾌투로 구단 역사상 최초로 내리 4연승을 기록하는 등 일본 시리즈 우승에 기여한 공로로 우수 선수상을 받았다. 시즌 후에 열린 미일 야구 대회의 일본 대표팀 선수로 발탁되어 상대 타자 배리 본즈에게서 3타석 연속 삼진을 뺏어내는 플레이로 메이저 리그 스카우트의 관심을 받았다.

#### 2003년
7월 20일부터 8월 29일까지 7경기 연속 완투 승리를 거두는 등 대활약으로 다승왕 타이틀 경쟁에 뛰어들었지만 20승을 올린 이가와 게이가 최다승 타이틀을 석권했다. 하지만 2년 연속 200이닝 등판 달성과 16승 5패의 성적을 남겼다.

#### 2004년
아테네 올림픽 일본 야구 대표팀에 선발되었고 평균자책점 0.50으로 팀의 동메달 획득에 기여했다. 올림픽과 경미한 부상으로 인해 잠시 전력에서 빠져 있었지만, 시즌 13승 5패와 평균자책점 2.60을 기록하며 통산 두 번째의 최고 평균자책점 타이틀도 석권했다. 9월 14일에는 전직 모델이었던 야마자키 미호와 결혼했다.

#### 2005년
그 해 시즌 동안 계속 좋지못한 성적을 남길 정도의 힘든 시즌을 보냈다. 9승 12패를 기록하면서 본인으로서는 처음으로 시즌 패전 수가 승리 수를 넘는 최악의 시즌이었다.

#### 2006년

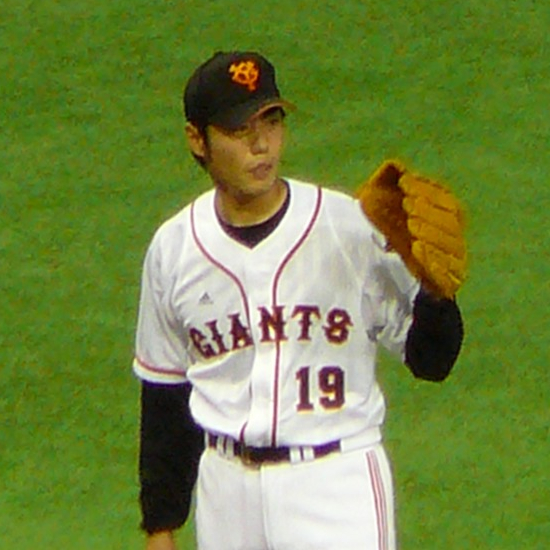
요미우리 시절의 우에하라(2006년)

정규 시즌 개막 전에 치른 월드 베이스볼 클래식의 일본 야구 대표팀 선수로 발탁됐는데 팀의 에이스로서 3전 2승의 호투로 팀의 첫 우승에 기여했다. 특히 준결승전에서는 이 대회에서 2패를 당한 대한민국을 상대로 7회를 무사구 무실점의 쾌투로 승리를 챙겼다.
이후 개막전에서 구단 역사상 최다인 7번째(7년 연속)의 개막전 선발 투수가 되었고, 5년 만에 개막전 승리 투수가 되었다. 8월 25일의 한신 타이거스전에서 드래프트제 도입 이후로는 마쓰자카 다이쓰케와 대등할 만큼의 최고 빠른 기록인 191경기 째에 개인 통산 100승을 달성했다. 그러나 시즌 전체적으로 컨디션이 좋지 못했고 타선의 지원도 풍족하지 못한 악재가 일어나 8승 9패라는 성적으로 2년 연속 1자리 승리를 기록했다.

#### 2007년
시즌 직전 부상으로 인해 출전이 늦어졌고 마무리 투수인 도요다 기요시의 부진이 겹치는 등 그 해 시즌 마무리 투수로 기용됐다. 5월 2일의 주니치 드래건스 전에서 프로 데뷔 후 처음으로 세이브를 얻는다. 8월 5일에 구단 역사상 최초로 4일 연속 세이브를 기록했고, 8월 29일의 도쿄 야쿠르트 스왈로스전에서는 구단 신기록 및 프로 야구 타이 기록에 달하는 월간 11세이브를 달성했다. 9월 26일 주니치전에서도 구단 신기록인 31세이브를 달성하는 등 최종적으로 32세이브를 기록하여 MVP 투표에서도 2위의 득표를 얻었다. 프로로서는 20승을 올리고 30세이브를 기록한 투수는 에나쓰 유타카에 이은 역대 두 번째이다.
주니치 드래건스와의 클라이맥스 시리즈 제1 스테이지에서는 2차전과 3차전에 등판했지만, 시즌에서 볼 수 없었던 리드 당하고 있는 상황에 등판했다. 정규 시즌에서 12경기 등판 무실점 7세이브를 기록하고 있던 주니치 타선의 이병규에게 솔로 홈런을 포함한 추가점을 허용해 팀은 3연패의 성적을 기록하여 일본 시리즈 진출에는 실패했고 경기 종료 후 벤치에서 눈물을 보이기도 했다. 오프에는 처음으로 팀내 후배(니시무라 겐타로)를 동원하면서 자주 트레이닝을 실시했다.

#### 2008년
4월 4일에 FA 자격을 얻었고 4월 7일에 열린 기자회견에서 다음 시즌 메이저 리그 진출을 목표로 삼는다고 발표했다. 요미우리 자이언츠의 기요타케 히데토시 대표는 “팀 전력을 위해 만류한다”라고 말하면서 “지금까지 잘 참아줬다”라는 위로의 의사를 내비쳤다. 정규 시즌에서는 본인이 원했던 선발 로테이션 복귀에 성공했다. 그리고 첫 등판 경기에서 완투, 4실점으로 패전 투수, 10개의 탈삼진으로 쾌투를 했으나 연이은 홈런으로 강판당하는 등 이후에도 계속 승리점을 기록하지 못하는 상태가 지속되었다. 4일 등판을 시험하지만 성적은 계속 좋지않았고, 하라 다쓰노리 감독이 직접 마운드로 뛰어올라와 강판시키는 이례적인 광경도 나왔었다. 5경기에서 4패, 평균자책점 6.75의 부진이 계속되자 4월 27일부로 1군 라인업에서 제외되었다. 자신의 프로 입단 후 부상이 아닌 이유의 첫 2군 강등을 경험했다. 슈트를 배우면서 투구폼이 무너진 것이라든가 긴 이닝동안 투구로 인한 부상의 염려로 투구폼에서 다리를 내딛는 폼이 무뎌진 것이 부진의 원인이 아닐까 하는 본인의 발언도 있었는데 “이런 경우는 처음이고, 공을 던지는 것이 무섭다”라는 말까지 했다.
2군에서는 고타니 다다카쓰 등 코치진들과 투구폼 조정을 계속하고 있었다. 7월에 일본 야구 올림픽 대표팀의 호시노 센이치 감독의 대표팀 소집 때문에 1군으로 긴급 복귀하여 셋업맨으로 등판하였지만 좋은 모습을 보여주지 못했다. 그러나 호시노 감독으로부터 “대표팀에 가장 필요한 선수”라고 말하는 등 국제 대회에서의 출전 경험이 많았다는 것을 이유로 올림픽 대표 선수로 발탁되었다. 그 후 1군에서는 오바나 다카오 투수 코치와 투구폼 수정을 계속하는 것 외에도 하라 감독에게서 정신적인 문제를 지적당하기도 했고 지고있는 경기에서 등판하여 근소한 점수차로 2아웃 상황에 구원 등판하는 등 점점 단계를 높여가며 실패와 성공을 거듭했다. 시즌 전반기의 마지막 경기이자 올림픽 대표팀 합류 직전의 경기인 7월 29일, 8회 1점차인 상황에서 등판하여 1이닝 무실점을 하였고 그 후에는 타선의 지원으로 4점차로 점수가 벌어져 계속 투구하는 등 3개의 삼진으로 막아 시즌 첫 세이브를 기록했다.
베이징 올림픽 이후에 있은 8월 28일 요코하마 베이스타스전에서 4개월 만에 선발로 복귀하면서 5회 7피안타로 고전했지만 1실점으로 막아 선발 투수로서는 693일만에 승리 투수가 되었다. 그 후 상태가 점점 좋아지면서 베이징 올림픽 이후 7경기에서 4승 1패를 기록했으나 유일한 1패는 솔로 홈런인 1실점과 평균자책점 2.08의 좋은 성적을 남기면서 요미우리의 역전 우승에 기여했다. 세이부와의 일본 시리즈의 1차전(11월 1일)에 선발 등판했지만 패전 투수가 된다. 10월 이후의 패전은 본인으로서는 처음이었고, 5차전에도 선발 등판했지만 3회 2실점으로 강판당했으나 타선의 지원으로 역전승을 하는 등 패전 투수는 면했다.
11월 14일에 FA 선언으로 메이저 리그 진출 의사를 정식으로 밝혔다. 1월 6일 볼티모어 오리올스와 2년 계약의 기본 합의에 이르렀고 이듬해인 2009년 1월 13일에 2년 간 1,000만 달러(약 9억 엔, 인센티브 최고 600만 달러)로 정식 계약을 맺어 팀내 첫 일본인 선수가 되었다. 등번호는 요미우리 시절과 같은 19번으로 결정했다.

### 메이저 리그 시절

#### 볼티모어 오리올스 시절

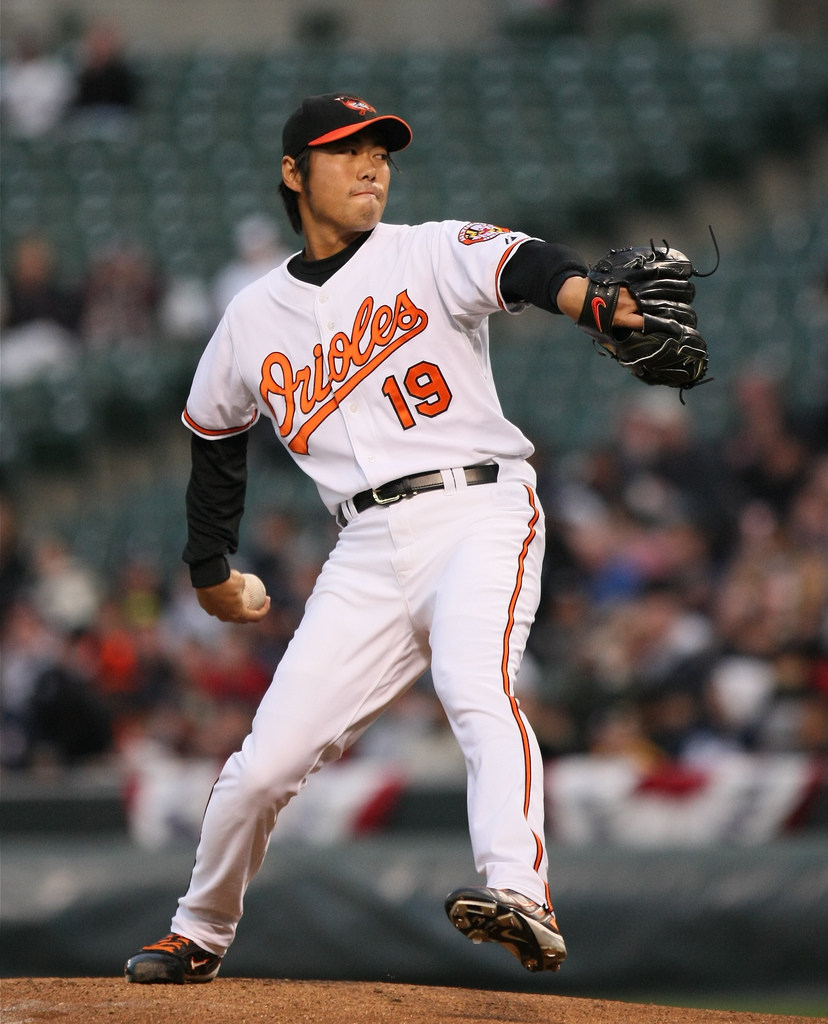
볼티모어 오리올스 시절의 우에하라(2009년 4월 8일)

##### 2009년
개막부터 선발 로테이션에 들어가 4월 8일의 뉴욕 양키스전에서는 첫 등판함과 동시에 메이저 리그 진출 후 처음으로 승리를 거두었다. 그 후에도 5경기 연속 퀄리티 스타트를 기록하는 등 안정된 투구를 보이고 있었지만 5월 27일에 왼쪽 허벅지 뒤쪽의 통증이 재발했기 때문에 15일 간의 부상자 명단에 오르기도 했다. 게다가 6월 28일에는 오른쪽 팔꿈치 부상에 의해 다시 부상자 리스트에 들어가면서 이후에도 재활훈련을 계속했지만 시즌 도중의 복귀는 단념했다.

##### 2010년
시즌 초반부터 부상에 시달렸지만 복귀 이후에는 중간 계투로 배치되어 8월 22일부터 중간 계투로 발탁되었다. 같은 날의 텍사스 레인저스전의 9회에 등판해 1안타 무실점으로 막아내면서 메이저 리그 진출 이후 처음으로 세이브를 기록했다. 그 후 8월 30일에는 1구 세이브를 들어 시즌 마지막 주에는 주간 MVP 후보로 거론될 정도의 맹활약으로 시즌을 마쳤다. 특히 7월 16일의 토론토 블루제이스전에서 시즌 5개째의 볼넷을 허용한 이후에는 한 번도 볼넷을 내주지 않았고 메이저 리그 역대 4위 타이 기록인 32경기 연속 무볼넷을 기록했다. 볼넷 1개당 몇 개의 삼진을 빼앗았는지를 나타내는 K/BB는 아메리칸 리그의 전체 투수중 최고인 11.00을 기록했다. 시즌 종료 후 인사이드 에지사가 발표한 메이저 리거들의 성적표에서는 양대 리그 최다 세이브를 기록한 샌프란시스코 자이언츠의 브라이언 윌슨보다 높은 평가를 얻었다.
12월 9일 현지 언론에서는 볼티모어 오리올스와의 재계약에 합의했다고 보도하면서 250만 달러의 인센티브를 포함한 총액 550만 달러의 1년 계약을 맺었다(2년째는 연봉 350만 달러의 구단 옵션).

##### 2011년
팀의 마무리 투수로서 안정된 투구를 계속하는 등 7월까지 43경기에 등판하여 1승 1패, 평균자책점 1.72, WHIP 0.70 등의 성적을 남겼다. 전년도부터 계속되고 있던 연속 무볼넷 경기 수는 36경기까지 성장하여 메이저 리그 역대 3위의 기록이 되었다.

#### 텍사스 레인저스 시절
2011년 7월 30일, 토미 헌터, 크리스 데이비스와의 트레이드로 텍사스 레인저스에 이적, 고교 시절 동기인 다테야마 요시노리와 함께 팀 동료가 되었다. 등번호는 요미우리와 볼티모어 시절과 똑같은 19번이 되었다. 그러나 8월에는 11경기에 등판하면서 평균자책점 6.52, WHIP 1.24라는 저조한 성적을 남겼고 8월 31일에는 55경기 등판을 달성해 다음 시즌의 계약 옵션을 갱신했다. 9월에는 10경기에 등판하여 평균자책점 1.23, WHIP 0.23으로 회복되면서 팀의 포스트 시즌 진출에 기여했다. 시즌 통산에서는 구원 투수 가운데 리그 1위의 WHIP 0.72, 공동 5위의 탈삼진률 11.77, 공동 2위인 볼넷율 1.25를 기록했다.
포스트 시즌에서는 탬파베이 레이스와의 디비전 시리즈 2차전에서 첫 등판을 했지만 에번 롱고리아로부터 3점 홈런을 허용했고 디트로이트 타이거스와의 리그 챔피언십 시리즈 3차전에서도 미겔 카브레라에 홈런을 허용했다. 5차전에서도 라이언 라번에게 홈런을 맞아 포스트 시즌 사상 최초로 3경기 연속 피홈런이라는 불명예스런 기록을 남겼다. 팀은 월드 시리즈 진출을 결정했지만 세인트루이스 카디널스와의 월드 시리즈에서는 엔트리에서 제외되었다.

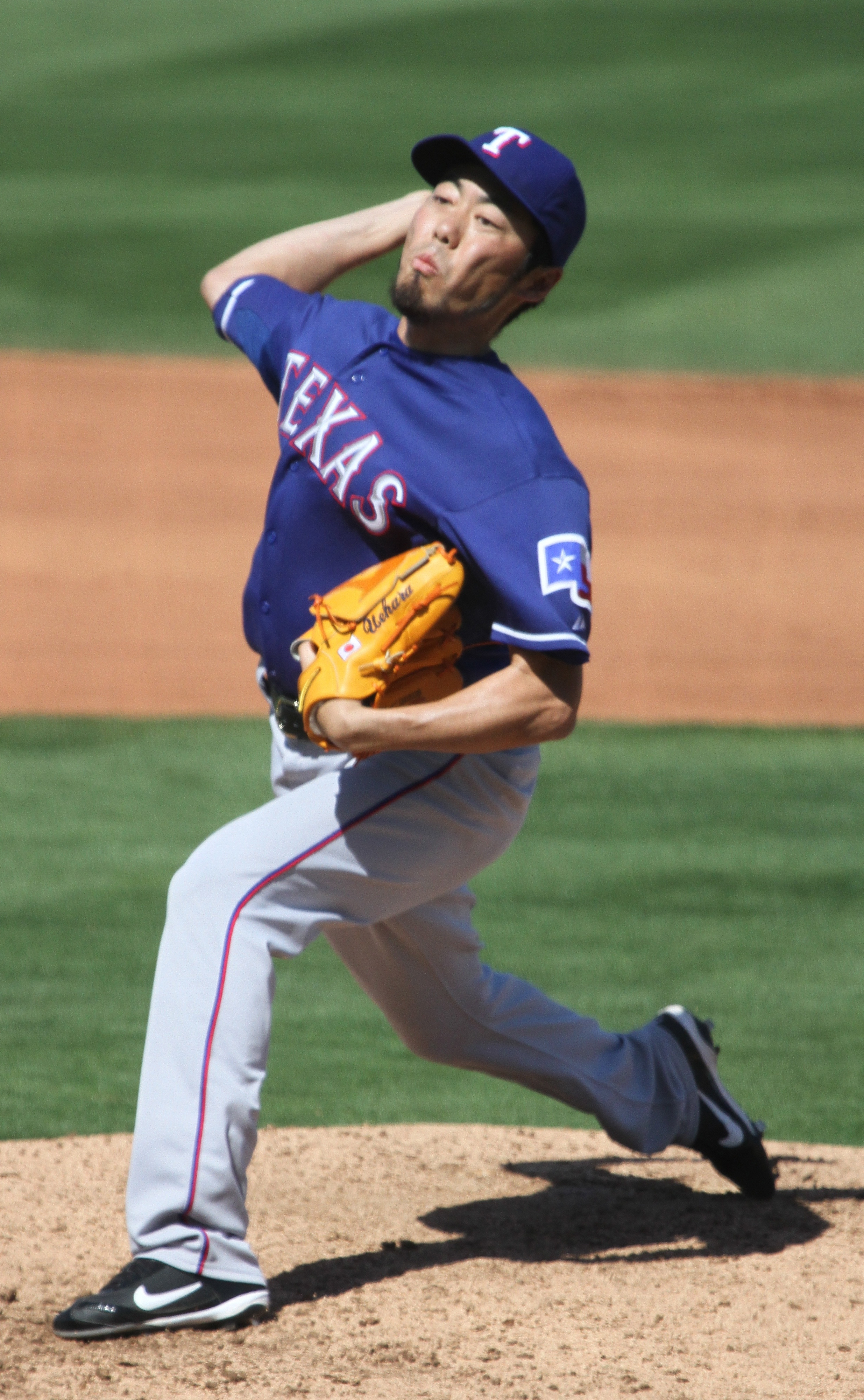
투구 중인 우에하라 고지(2012년)

이듬해 2012년 1월 23일에 토론토 블루제이스와의 트레이드가 성립되면서 블루제이스를 포함한 6개 구단에 대해서 트레이드 거부권을 가지고 있었기 때문에 다음날에 이적을 거부 의사를 밝혔고 결국 트레이드는 없던 일로 처리되었다. 5월 12일의 LA 에인절스전에서 29경기에만의 볼넷을 낼 때까지 구단의 연속무볼넷 경기 기록을 경신했고 2개 구단에서 연속무볼넷 경기 수의 구단 기록을 경신했다. 20경기에 등판하여 평균자책점 2.11, WHIP 0.70의 호투를 계속하고 있었지만 오른쪽 등골부분을 다쳐 6월 14일에 부상자 명단에 들어갔다. 그 후 마이너 리그에서 재활 훈련을 하는 등의 등판을 계속하고 있었지만 오른쪽 등골부분에 다시 통증을 일으켜 복귀가 늦어졌고, 8월 26일에 부상자 명단에서 복귀했다.

## 상세 정보

### 출신 학교
- 도카이 대학 부속 교세이 고등학교
- 오사카 체육대학

### 선수 경력
NPB
- 요미우리 자이언츠(1999년 ~ 2008년, 2018년 ~ 2019년)

MLB
- 볼티모어 오리올스(2009년 ~ 2011년)
- 텍사스 레인저스(2011년 ~ 2012년)
- 보스턴 레드삭스(2013년 ~ 2016년)
- 시카고 컵스(2017년)

### 지도자 경력
NPB
- 요미우리 자이언츠 투수코치(2017년)

국가 대표 경력
- 2004년 아테네 올림픽 일본 국가대표
- 2006년 월드 베이스볼 클래식 일본 국가대표
- 2008년 베이징 올림픽 일본 국가대표

### 수상·타이틀 경력

#### 타이틀
NPB
- 다승왕 : 2회(1999년, 2002년)
- 최우수 평균 자책점 : 2회(1999년, 2004년)
- 최다 탈삼진 : 2회(1999년, 2003년)
- 최고 승률 : 3회(1999년, 2002년, 2004년)

#### 수상
NPB
- 신인왕(1999년)
- 최우수 투수 : 2회(1999년, 2002년)
- 사와무라 에이지상 : 2회(1999년, 2002년)
- 베스트 나인 : 2회(1999년, 2002년)
- 골든 글러브상 : 2회(1999년, 2003년)
- 일본 시리즈 우수 선수상 : 1회(2002년)
- 월간 MVP : 4회(1999년 8월, 2002년 7월, 2003년 8월, 2004년 9월)
- 스피드업상 : 2회(1999년, 2004년)
- 최우수 배터리상 : 1회(2002년)[1]
- 최우수 배터리상(특별상) : 1회(1999년)
- 올스타전 우수 선수상 : 2회(1999년, 2001년)
- 산요 올스타 신인상(1999년)
- 산요상(올스타전) : 1회(2002년)
- 최우수 JCB·MEP상 : 1회(1999년)
- IBM 플레이어오브더이어상 : 1회(1999년)
- 한일 프로 야구 슈퍼게임 1차전 우수 선수상(1999년)
- 도쿄 돔 MVP : 2회(1999년, 2007년)

MLB
- 리그 챔피언십 시리즈 MVP(2013년)

대학 시절
- 인터컨티넨탈컵 최우수 투수상 : 1회(1997년)

기타 수상
- 호치 프로 스포츠 대상(호치 신문사) : 1회(1999년)
- 마이니치 스포츠인 상
  - 팬상(1999년)
  - 감동상(1999년)
- 아사히 슈퍼 드라이 THE BEST PLAYER : 3회(1999년 6월, 7월, 9월)
- 아사히 슈퍼 드라이 연간 베스트 플레이어(1999년)
- 2004 GIANTS 월간 MIP상 : 1회(9월)
- 넘버 MVP상 : 1회(2013년)

#### 국제 대회
- 2004년 아테네 올림픽 동메달

### 개인 기록

#### 첫 기록(투수 기록)
- 첫 등판·첫 선발 : 1999년 4월 4일, 대 한신 타이거스 3차전(도쿄 돔), 6과 2/3이닝 4실점에서 패전 투수
- 첫 탈삼진 : 상동, 1회초에 쓰보이 도모치카로부터
- 첫 승리·첫 선발 승리 : 1999년 4월 13일, 대 히로시마 도요 카프 1차전(도쿄 돔), 7이닝 3안타 무실점
- 첫 완투 승리 : 1999년 5월 16일, 대 요코하마 베이스타스 7차전(도쿄 돔), 9이닝 2실점
- 첫 완봉 승리 : 1999년 9월 14일, 대 주니치 드래건스 25차전(나고야 돔)
- 첫 세이브 : 2007년 5월 2일, 대 주니치 드래건스 5차전(나고야 돔), 11회말에 5번째 투수로서 구원 등판·마무리, 1이닝 무실점
- 첫 홀드 : 2007년 7월 12일, 대 한신 타이거스 12차전(도쿄 돔), 9회초에 6번째 투수로서 구원 등판, 2이닝 무실점

#### 첫 기록(타격 기록)
- 첫 안타 : 1999년 4월 13일, 대 히로시마 도요 카프 1차전(도쿄 돔), 3회말에 나단 민치로부터 투수 내야 안타
- 첫 타점 : 1999년 8월 10일, 대 야쿠르트 스왈로스 18차전(도쿄 돔), 2회말에 야마베 후토시로부터 유격 땅볼의 사이에 기록
- 첫 홈런 : 2003년 7월 20일, 대 요코하마 베이스타스 20차전(요코하마 스타디움), 3회초에 요시미 유지로부터 좌월 솔로 홈런

#### 기록 달성 경력
- 통산 1000투구 이닝 : 2004년 8월 3일, 대 야쿠르트 스왈로스 17차전(메이지 진구 야구장), 5회말 3아웃에 이와무라 아키노리를 1루 땅볼로 달성 ※역대 298번째
- 통산 1000탈삼진 : 2005년 5월 31일, 대 홋카이도 닛폰햄 파이터스 4차전(삿포로 돔), 6회말에 오다 도모유키로부터 ※역대 115번째
- 통산 100승 : 2006년 8월 25일, 대 한신 타이거스 14차전(한신 고시엔 구장), 선발 등판으로 6과 2/3이닝 2실점 ※역대 121번째
- 통산 1500투구 이닝 : 2008년 7월 20일, 대 요코하마 베이스타스 14차전(요코하마 스타디움), 8회말 2아웃에 오니시 히로아키를 병살로 달성 ※역대 161번째

#### 기타
NPB
- 신인으로서의 연속 승리 : 15승(1999년, 프로 야구 기록)
- 월간 세이브수 : 11세이브(2007년, 프로 야구 타이 기록)
- 투수 부문 4관왕 : 1회(1999년) ※역대 10번째
- 신인으로서의 투수 부문 4관왕 달성 : 1999년(역대 3번째)
- 두 자릿수 연승 : 2회(1999년, 2002년)
- 매이닝 탈삼진 : 2회(2000년 5월 6일, 2005년 6월 30일 모두 야쿠르트 전)
- 일본 시리즈 1이닝 최다 탈삼진 : 3개(2002년, 일본 시리즈 타이 기록)
- 교류전 1경기 최다 탈삼진 : 14개(2006년 6월 18일 라쿠텐 전, 교류전 타이 기록)
- 100승 도달 경기수 : 191경기(드래프트제 도입 후 최고 속도이며, 역대 4위 타이)
- 20승 30세이브 투수(역대 2번째)
- 투수 부문 4개 타이틀 복수 획득자(역대 2번째)
- 입단 6년차의 80승 달성(역대 6번째)
- 통산 ‘K/BB’ : 6.88(역대 1위)
- 올스타전 신인 승리 투수 : 1999년(역대 7번째)
- 올스타전 신인 선발 승리투수 : 1999년(역대 3번째)
- 올스타전 출장 : 7회(1999년, 2001년 ~ 2005년, 2007년)[2]

MLB
- 연속 무볼넷 경기수 : 36경기(2010년 7월 19일 ~ 2011년 4월 15일, 역대 3위)
- 연속 경기 무실점 : 27경기(2013년 7월 9일 ~ 9월 13일)
- 연속 이닝 무실점 : 30과 1/3이닝(상동)
- 연속 타자 아웃 : 37명(2013년 8월 17일 ~ 9월 13일, MLB 사상 10위, 구원 사상 2위)
- 한 자리수 볼넷 100탈삼진(2013년, MLB 사상 최초)
- 시즌 WHIP : 0.565(2013년, 구원 역대 1위(40 이닝 이상))
- 포스트 시즌 연간 세이브 : 7세이브(2013년, 역대 1위 타이)[3]
- 2013년 메이저 리그 최다 등판 : 86경기(포스트 시즌을 포함)
- MLB 올스타전 선출 : 1회(2014년)

### 등번호
- 19(1999년 ~ 2017년, 2019년)
- 11(2018년)

### 연도별 투수 성적
| 연 도      | 소 속      | 등 판 | 선 발 | 완 투 | 완 봉 | 무 4 구 | 승 리 | 패 전 | 세 이 브 | 홀 드 | 승 률 | 타 자 | 이 닝  | 피 안 타 | 피 홈 런 | 볼 넷 | 고 4 | 몸 맞 | 탈 삼 진 | 폭 투 | 보 크 | 실 점 | 자 책 점 | 평 자 책 | W H I P |
| ---------- | ---------- | ----- | ----- | ----- | ----- | ------- | ----- | ----- | -------- | ----- | ----- | ----- | ------ | -------- | -------- | ----- | ---- | ----- | -------- | ----- | ----- | ----- | -------- | -------- | ------- |
| 1999년     | 요미우리   | 25    | 25    | 12    | 1     | 4       | 20    | 4     | 0        | --    | .833  | 769   | 197.2  | 153      | 12       | 24    | 3    | 4     | 179      | 3     | 0     | 49    | 46       | 2.09     | 0.90    |
| 2000년     | 요미우리   | 20    | 20    | 6     | 1     | 2       | 9     | 7     | 0        | --    | .563  | 519   | 131.0  | 112      | 20       | 22    | 1    | 1     | 126      | 1     | 0     | 53    | 52       | 3.57     | 1.02    |
| 2001년     | 요미우리   | 24    | 22    | 4     | 1     | 1       | 10    | 7     | 0        | --    | .588  | 573   | 138.2  | 133      | 18       | 28    | 3    | 5     | 108      | 2     | 0     | 66    | 62       | 4.02     | 1.16    |
| 2002년     | 요미우리   | 26    | 26    | 8     | 3     | 4       | 17    | 5     | 0        | --    | .773  | 808   | 204.0  | 173      | 18       | 23    | 3    | 6     | 182      | 2     | 0     | 65    | 59       | 2.60     | 0.96    |
| 2003년     | 요미우리   | 27    | 27    | 11    | 1     | 3       | 16    | 5     | 0        | --    | .762  | 821   | 207.1  | 190      | 28       | 23    | 3    | 5     | 194      | 0     | 0     | 76    | 73       | 3.17     | 1.03    |
| 2004년     | 요미우리   | 22    | 22    | 2     | 0     | 0       | 13    | 5     | 0        | --    | .722  | 637   | 163.0  | 135      | 24       | 23    | 0    | 5     | 153      | 1     | 0     | 54    | 47       | 2.60     | 0.97    |
| 2005년     | 요미우리   | 27    | 27    | 6     | 2     | 4       | 9     | 12    | 0        | 0     | .429  | 747   | 187.1  | 164      | 24       | 22    | 0    | 0     | 145      | 0     | 1     | 73    | 69       | 3.31     | 0.99    |
| 2006년     | 요미우리   | 24    | 24    | 5     | 0     | 3       | 8     | 9     | 0        | 0     | .471  | 673   | 168.1  | 157      | 24       | 21    | 3    | 1     | 151      | 0     | 1     | 67    | 60       | 3.21     | 1.06    |
| 2007년     | 요미우리   | 55    | 0     | 0     | 0     | 0       | 4     | 3     | 32       | 4     | .571  | 237   | 62.0   | 47       | 4        | 4     | 1    | 1     | 66       | 1     | 0     | 12    | 12       | 1.74     | 0.82    |
| 2008년     | 요미우리   | 26    | 12    | 2     | 0     | 0       | 6     | 5     | 1        | 5     | .545  | 370   | 89.2   | 90       | 11       | 16    | 1    | 0     | 72       | 0     | 0     | 43    | 38       | 3.81     | 1.18    |
| 2009년     | BAL        | 12    | 12    | 0     | 0     | 0       | 2     | 4     | 0        | 0     | .333  | 279   | 66.2   | 71       | 7        | 12    | 1    | 0     | 48       | 0     | 0     | 33    | 30       | 4.05     | 1.25    |
| 2010년     | BAL        | 43    | 0     | 0     | 0     | 0       | 1     | 2     | 13       | 6     | .333  | 174   | 44.0   | 37       | 5        | 5     | 0    | 0     | 55       | 1     | 0     | 15    | 14       | 2.86     | 0.96    |
| 2011년     | BAL        | 43    | 0     | 0     | 0     | 0       | 1     | 1     | 0        | 13    | .500  | 174   | 47.0   | 25       | 6        | 8     | 1    | 0     | 62       | 0     | 0     | 9     | 9        | 1.72     | 0.70    |
| 2011년     | TEX        | 22    | 0     | 0     | 0     | 0       | 1     | 2     | 0        | 9     | .333  | 69    | 18.0   | 13       | 5        | 1     | 0    | 0     | 23       | 0     | 0     | 8     | 8        | 4.00     | 0.78    |
| '11 소계   | TEX        | 65    | 0     | 0     | 0     | 0       | 2     | 3     | 0        | 22    | .400  | 243   | 65.0   | 38       | 11       | 9     | 1    | 0     | 85       | 0     | 0     | 17    | 17       | 2.35     | 0.72    |
| 2012년     | TEX        | 37    | 0     | 0     | 0     | 0       | 0     | 0     | 1        | 7     | ----  | 130   | 36.0   | 20       | 4        | 3     | 0    | 0     | 43       | 1     | 0     | 7     | 7        | 1.75     | 0.64    |
| 2013년     | BOS        | 73    | 0     | 0     | 0     | 0       | 4     | 1     | 21       | 13    | .800  | 265   | 74.1   | 33       | 5        | 9     | 2    | 1     | 101      | 1     | 0     | 10    | 9        | 1.09     | 0.57    |
| 2014년     | BOS        | 64    | 0     | 0     | 0     | 0       | 6     | 5     | 26       | 1     | .545  | 249   | 64.1   | 51       | 10       | 8     | 0    | 1     | 80       | 1     | 0     | 18    | 18       | 2.52     | 0.92    |
| 2015년     | BOS        | 43    | 0     | 0     | 0     | 0       | 2     | 4     | 25       | 0     | .333  | 160   | 40.1   | 28       | 3        | 9     | 1    | 0     | 47       | 4     | 0     | 14    | 10       | 2.23     | 0.92    |
| 2016년     | BOS        | 50    | 0     | 0     | 0     | 0       | 2     | 3     | 7        | 18    | .400  | 184   | 47.0   | 34       | 8        | 11    | 1    | 2     | 63       | 1     | 0     | 18    | 18       | 3.45     | 0.96    |
| NPB : 10년 | NPB : 10년 | 276   | 205   | 56    | 9     | 21      | 112   | 62    | 33       | 9     | .644  | 6154  | 1549.0 | 1354     | 183      | 206   | 18   | 28    | 1376     | 10    | 2     | 558   | 518      | 3.01     | 1.01    |
| MLB : 8년  | MLB : 8년  | 387   | 12    | 0     | 0     | 0       | 19    | 22    | 93       | 67    | .463  | 1684  | 437.2  | 312      | 53       | 66    | 6    | 4     | 522      | 9     | 0     | 132   | 123      | 2.53     | 0.86    |

- 2016년 시즌 종료 기준
- 굵은 글씨는 시즌 최고 성적.